# День прошёл
День прошёл (азерб. Gün keçdi) — советская мелодрама с элементами драмы 1971 года производства киностудии Азербайджанфильм.

## Синопсис
Фильм рассказывает о неизменной любви двух наших современников. Сюжет основан на судьбе двух героев, которые любят друг друга искренне, никогда не изменяя супружеской верности. Фильм отражает настроение героев. Эсмер кажется счастливой — у неё есть всё: любящий муж Джамал, дочь и друзья, но она несчастна, ибо не может найти место в жизни. В конце фильма был показан философский смысл, ибо невозможно жить в одиночестве с прошлым, детскими воспоминаниями и будущим каждого человека.

## Создатели фильма

### В ролях
Лейла Шихлинская — Эсмер
Гасан Мамедов — Октай
Гасан Турабов — Гасан, коллега Октая
Чингиз Алиоглу — Джамал
Мухтар Авшаров — почтальон
Садая Мустафаева — мать Эсмер
Сона Асланова
И. Шакарова
С. Нагиева
С. Рустамова
Т. Кулиев
С. Азриэль
Д. Абдуллаева
Тораханым Зейналова — соседка
ВИА-квартет Гая

#### Роли дублировали

##### Внутренний дубляж (в титрах не указаны)
Гасан Турабов — Октай (Гасан Мамедов)
Амалия Панахова и Офелия Санани — Эсмер (Лейла Шихлинская)
Сусан Меджидова — соседка (Тораханым Зейналова)
Этайя Алиева — мать Эсмер (Садая Мустафаева)

##### Дубляж на русский язык
Антонина Кончакова — Эсмер (Лейла Шихлинская)
Вячеслав Тихонов — Октай (Гасан Мамедов)

### Административная группа
оригинальный текст совместно со сценарием: Анар
режиссёр-постановщик: Ариф Бабаев
второй режиссёр: Фикрет Алиев
оператор-постановщик: Расим Исмаилов
монтажёры-постановщики: А. Абрамова, А. Филимонова
художник-постановщик: Эльбей Рзакулиев
художник-гримёр: В. Арапов
композитор: Эмин Сабитоглу
звукооператор: Камал Сеидов
вокал: Флора Керимова, Мирза Бабааев (в титрах не указаны)
автор текста песни: Вагиф Самедоглу
оркестр: Симфонический оркестр Государственного комитета кинематографии
дирижёр: Д. Штильман
ассистент режиссёра: Акиф Рустамов
ассистенты оператора: Рафик Керимов, В. Романов
оператор комбинированных съёмок: Хамза Ахмедоглу
художник комбинированных съёмок: Мирза Рафиев
редактор: Адхам Гулубеков
директор фильма: Юсиф Юсифзаде